# Сулуяновський
Сулуяновський (рос. Сулуяновский) — селище, підпорядковане місту Усть-Катав Челябінської області Російської Федерації.
Населення становить 0 осіб (2010).

## Історія
Згідно із законом від 26 серпня 2004 року органом місцевого самоврядування є Усть-Катавський міський округ.

## Населення
| 2002 | 2010 |
| ---- | ---- |
| 4    | ↘0   |